# Shadow Watch
Shadow Watch - комп'ютерна гра, випущена для Microsoft Windows в 2000 році компанією Red Storm Entertainment .

## Сюжет
Гравець протистоїть змові, яка може зупинити будівництво Міжнародної космічної станції . Гра заснована на романі Тома Кленсі "Shadow Watch" із серії " Ігри у владу " (англ. Power Plays ).

## Ігровий процес
Команда гравця складається з шести оперативників, кожен з яких має спеціалізовану навичку. Ці навички можуть бути покращені після набору достатньої кількості очок досвіду .
Місії у грі є частково випадковими та сюжетна лінія може розділитися на кілька гілок. Більшість місій передбачає вбивство всіх ворогів, але можливі й місії, пов'язані з викраденням пакета з документами, звільненням заручника та захистом певної території. Місії мають рівень складності і допустимий рівень тривоги. Деякі місії автоматично вважаються проваленими, якщо було піднято тривогу.
У персонажів є певна кількість очок дії (ОД). Більшість дій (постріл зі зброї, відкриття дверей) вимагають 1 ОД, але деякі вимагають більшого числа. Персонажі можуть бути поранені, тяжкі поранення призводять до провалу місії.

## Сприйняття
Гра здобула змішані оцінки критиків. В огляді IGN акцент робиться на сюжеті, що інтригує, і особливостях графічного дизайну, виконаного в стилі коміксу. Відзначається також схожість ігрового процесу з серією X-COM, проте вказується, що, окрім тактичних місій, у грі є сюжетна лінія.
В огляді Absolute Games також відзначається оригінальність ігрового сюжету, краса анімації та графічного дизайну, а також саундтрек. Найбільшим недоліком гри оглядач називає відсутність розрахованого на багато користувачів режиму.
Огляд GameSpy, відзначаючи переваги сюжету, графіки та звукового оформлення гри, вказує на суттєві недоліки в бойовій системі, пов'язані з незручністю інтерфейсу та раптовою появою ворогів у вже пройдених областях.
В огляді журналу " Навігатор ігрового світу " гра оцінена вкрай негативно ("Рекомендується взагалі не грати"). Автор огляду засновує свою думку на відсутності гри оригінальності, малому впливі вибору гравця на ігровий процес, а також серйозних недоліків інтерфейсу гри.